# Dàmaris Gelabert
Dàmaris Gelabert (Barcelona, 1965) es una música, compositora, pedagoga y músicoterapeuta española especializada en la música infantil y que trabaja en lengua catalana.

## Biografía
Dàmaris Gelabert se licenció en Filosofía y Ciencias de la Educación en la Universidad de Barcelona, especializándose en el área de musicoterapia. Posteriormente enriqueció sus estudios y se graduó con honores en el Berklee College of Music de Boston. Es educadora de masaje infantil y creadora del método Totsona de estimulación musical entre los 0 y los 6 años, siendo una de las pioneras en España de las canciones personalizadas.
Junto al músico Álex Martínez creó el sello discográfico Totsona Records para poder sacar al mercado sus propias canciones. Dentro de este ha publicado más de 10 discos, con casi 200 canciones.
Actualmente es profesora en el Màster de Músicoterapia de la ESMUC y de la Escuela Universitaria Gimbernat. Junto a esto, desarrolla una rica actividad pedagógica adicionalː diferentes cursos, seminarios... 
Por otro lado Gelabertcombina la docencia con conciertos y distintos espectáculos para niños y familias.
En 2012 inauguró El Espacio Totsona (l'Espai Totsona) en la localidad de Cardedeu, donde centraliza la labor de su editorial y sus trabajos de investigación y enseñanza.
Es hermana del también cantante, miembro del grupo GG, Gerson Gelabert

## Discografía (selección)
- Tot Sona! (1998)
- Cançons per aprendre: 0-3 anys vol. I (2001)
- Cançons per aprendre: 3-7 anys vol. I (2001)
- Cançons per aprendre: 7-9 anys vol. I (2001)
- Emocions i sentiments: contes i cançons (2003)
- Cançons populars & noves (2004)
- Cançons de bressol (2004)
- Cançons per aprendre: 0-3 anys vol. II (2006)
- Cançons per aprendre: 3-7 anys vol. II (2006)
- Cançons per aprendre: personatges singulars (2007)
- M'agrada el Nadal (2008)
- Massatge amb cançons (2011)
- Jocs de falda d’ara i de sempre (2014) nominado para el premio Enderrock en el apartado de mejor disco para el público familiar e infantil.[2]
- Naturalment (2018), nominado a los premios Enderrock en el apartado de mejor disco para el público familiar e infantil del 2018.
- És l'hora del jazz (2018)
- És l'hora de l'orquestra (2019), finalista a los premios Enderrock en el apartado de mejor disco para el público familiar e infantil del 2020.

### DVD
- Canta! (2013)
- Canta! Vol.II (2016)